# Columnea microphylla
Columnea microphylla är en tvåhjärtbladig växtart som beskrevs av Johann Friedrich Klotzsch, Johannes von Hanstein och Oerst.. Columnea microphylla ingår i släktet Columnea och familjen Gesneriaceae. Inga underarter finns listade i Catalogue of Life.

## Bildgalleri

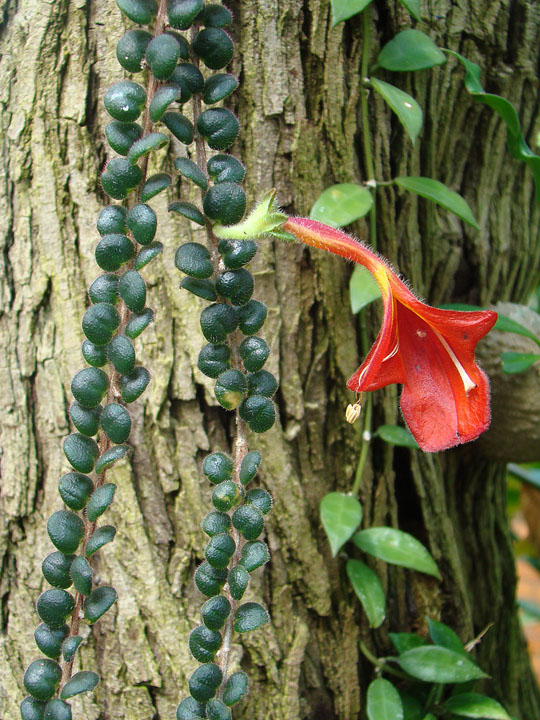